# Chinchiná (kommun)
Chinchiná är en kommun i Colombia.   Den ligger i departementet Caldas, i den centrala delen av landet, 180 km väster om huvudstaden Bogotá. Antalet invånare är 53 496. Arean är 112 kvadratkilometer.
Terrängen i Chinchiná är kuperad.